# Robert Aubinière
Robert Aubinière (1912 – 2001) va ser un militar francès, nascut a París. Va ser director del CNES (1961-1972) i Secretari General de l'ELDO (1972-1975) (Director General de l'Agència Espacial Europea).